# Вольфартсвайер
Вольфартсвайер (нем. Wolfartsweier) — район города Карлсруэ. Расположен примерно в 2,5 км к юго-западу от центра города Карлсруэ и южнее Федеральной трассы 10 (B10). Сегодня в нём проживают около 3.000 человек.
Граничит с городскими районами Дурлах на севере и востоке, Хоэнветтерсбах на юго-востоке,  Грюнветтерсбах на юге и Рюппурр на западе.

## История
Впервые Вольфартсвайер документально упоминается в 1261 году под названием «Wolvoldiswilere». В 1535 году вошёл в состав маркграфства Баден-Дурлах. В конце Тридцатилетней войны в 1648 году в Вольфартсвайере остались в живых лишь семь взрослых жителей мужского пола. Община увеличилась до 370 жителей к 1837 году и до 506 жителей к 1901 году. С 1907 по 1971 год в области Цюндхюнтле работал завод боеприпасов компании «Dynamit Nobel AG (Genschow)». В 1935 году был открыт бассейн для купания. С 1 января 1973 года Вольфартсвайер был включён в состав общины города Карлсруэ.

## Достопримечательности
- Цюндхюнтле.
- Детский сад в форме кошки, спроектированный Томи Унгерер.
- Руины замка «Вольфартсвайер»[нем.] — сегодня имеются в наличии только лишь незначительные остатки стен, которые находятся под эгидой и изучаются местным историческим обществом.